# 陈前平
陈前平（1982年12月—），汉族，四川省武胜县人，中华人民共和国政治人物。

## 生平
1982年12月，陈前平出生在四川省武胜县。2003年，陈前平考入东北师范大学物理学院物理学专业。2006年4月大三时期加入中国共产党，2007年毕业后进入清华大学物理系物理学专业学习。
2012年7月，陈前平进入来宾市工信委成为一名干部，2015年12月晋升总工程师。2016年5月，陈前平升任象州县人民政府副县长。一年后，陈前平出任来宾三江口建设投资有限公司董事、总经理，2018年4月兼任来宾产业投资集团有限公司党委书记、广西来宾工业投资集团有限公司党委书记。2021年6月，陈前平出任中共武宣县委副书记，2021年7月兼任县人民政府县长。
2024年4月，陈前平因严重违纪违法接受中央纪委国家监委调查。此前武宣县的三任县长/县委书记：覃纪康、李启亮、彭进瑜都已经落马。